# Überbrettl

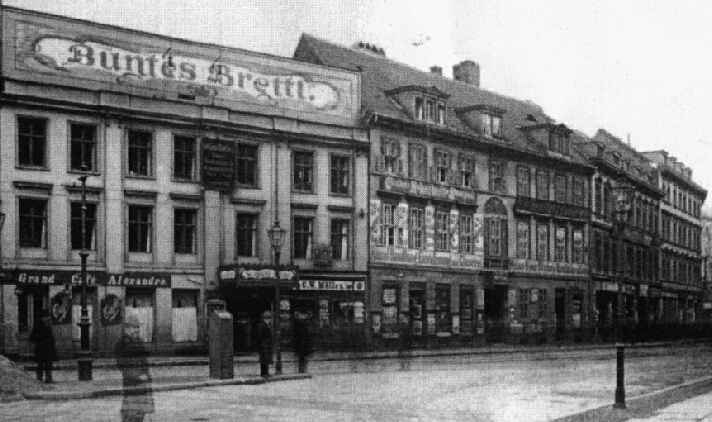
Buntes Brettl, um 1901,
Fotografie von Georg Bartels

Das 1901 von Ernst von Wolzogen in Berlin gegründete Überbrettl, nach seinem Gründer und Betreiber auch Wolzogen-Theater genannt, war eines der ersten literarischen Kabaretts in Deutschland. Vergleichbare Etablissements gab es vorher in Paris, am bekanntesten wohl das Le Chat Noir von Rodolphe Salis am Montmartre. Dort nutzten Künstler die Gelegenheit, sich gegenseitig ihre neuesten Stücke und Nummern vorzuführen, um zu prüfen, wie sie ankamen. Dieses Konzept der Kleinkunst wirkte als ein Gegenmodell zu etablierten Kunstformen und entsprach damit sehr dem spontanen, sozialkritischen Lebensgefühl insbesondere der jungen Künstlergeneration um die Jahrhundertwende („Bohème“).

## Entstehungsgeschichte
Diese Atmosphäre beschrieb 1897 auch Otto Julius Bierbaum in seinem Roman Stilpe, der Wolzogen dazu angeregt haben soll, eine vergleichbare Einrichtung in Deutschland zu schaffen. Der Ort für das kleine Theater entstand durch Umbau eines bereits vorhandenen Saales in der Köpenicker Straße in Alt-Berlin nach Plänen und unter Leitung des Architekten August Endell. Als Namen der Einrichtung wählte Wolzogen, der in seiner Münchener Zeit Erfahrungen als Spielleiter gesammelt hatte, mit „Überbrettl“ eine ironische Anspielung auf Friedrich Nietzsches Wort vom Übermenschen, womit zugleich ausgedrückt werden sollte, dass es sich um weit mehr als nur ein übliches „Brettl“, wie man damals kleine Tingeltangel-Klubs nannte, handeln sollte, von denen man sich durch literarisch-künstlerischen Anspruch abheben wollte.

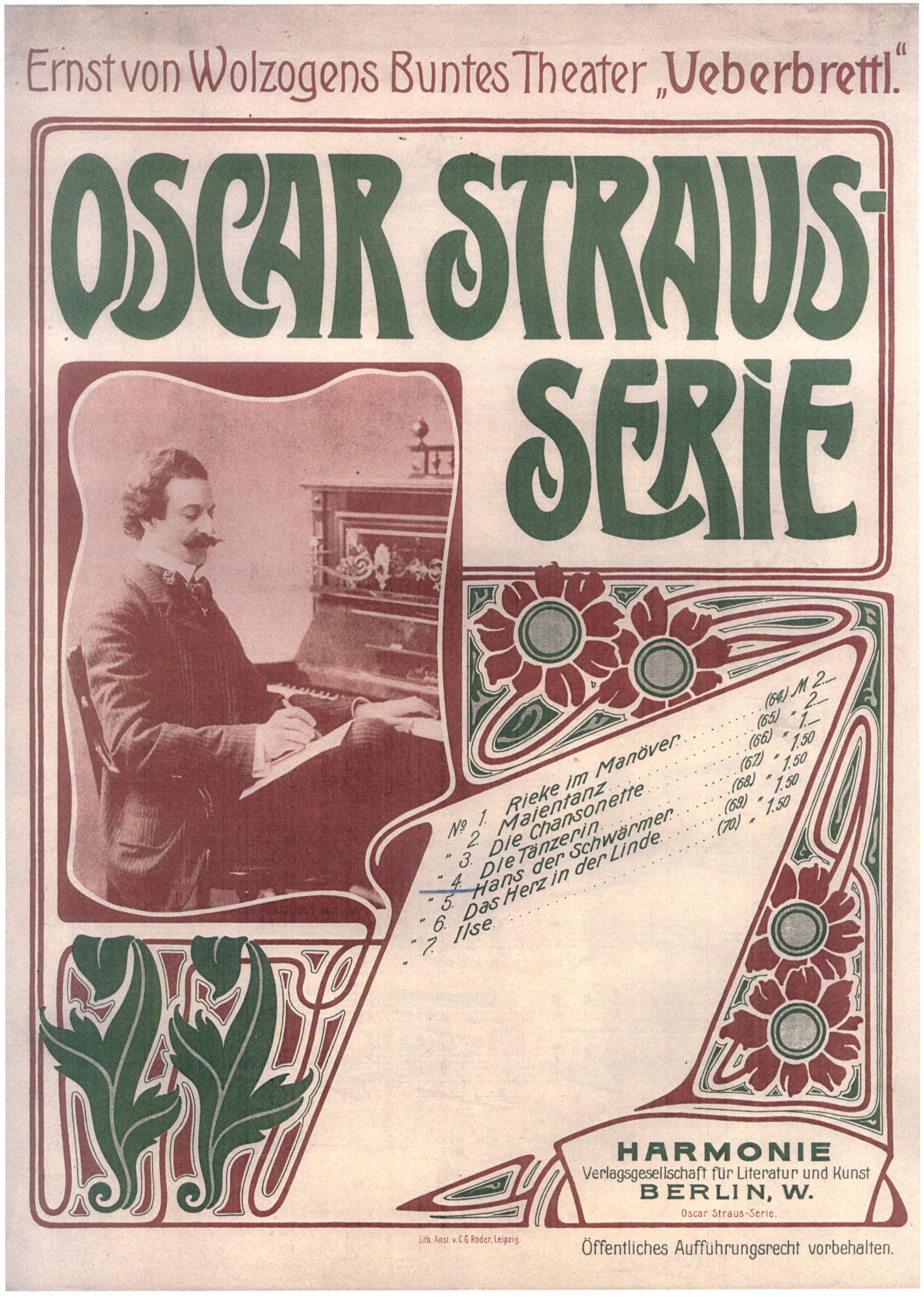
Oscar Straus: Notentitelblatt fürs Überbrettl

Wolzogen eröffnete sein „Überbrettl“ am 18. Januar 1901 in der Alexanderstraße 40 gegenüber dem damaligen Polizeipräsidium Alexanderplatz im ehemaligen Berliner Sezessions-Theater unter dem Namen „Buntes Theater“. Der Dichter Detlev von Liliencron wirkte an dem Etablissement als „literarischer Oberleiter“. Geboten wurden unter anderem Nummern von Christian Morgenstern mit einer Parodie auf Alfred Kerr, von Bierbaum und dem Einakter Episode von Arthur Schnitzler. Musikalischer Leiter war der Komponist und Dirigent Victor Hollaender, neben anderen komponierte auch Oscar Straus für dieses Kabarett. Zunächst war das auch als „Buntes Theater“ bald stadtbekannte Kabarett ein voller Erfolg, die Vorstellungen waren ausverkauft. Die Balladen, Sketche und musikalischen Darbietungen des Überbrettl fanden noch im Entstehungsjahr Nachahmer, sodass innerhalb weniger Jahre Dutzende Kabaretts in Berliner Hinterzimmerlokalen entstanden. Die musikalische Leitung des Überbrettl übernahm vorübergehend der junge Arnold Schönberg.
Durch den überwältigenden Erfolg seiner Kabarettbühne ermutigt, mietete er noch im selben Jahr ungenutzte Theatersäle im Hof der Köpenicker Straße 68 an, die er durch den bekannten Jugendstilarchitekten August Endell aufwendig umbauen und ausstatten ließ. Der Umzug in das damals im armen Südosten der Berliner Innenstadt gelegene Haus und die zunehmende Konkurrenz führten das Überbrettl und den in betriebswirtschaftlichen Fragen wenig erfahrenen Leiter schnell in Schwierigkeiten, weswegen sich Wolzogen bereits 1902 von dem Projekt verabschiedete, das bald an Schwung verlor und sich Lustspielproduktionen zuwandte.
Im Jahr 1909 zog die neugegründete Neue Freie Volksbühne e. V. übergangsweise in die Säle ein, die nach 1918 verschiedenen Bühnen und zuletzt als Kino diente.

## Spiel
1902 brachte der Otto Maier Verlag das an Erwachsene gerichtete Spiel Überbrettl (Ravensburger Spiele Nr. 101) heraus.